# Abborrtjärnen (Svärdsjö socken, Dalarna, 673767-152881)
Abborrtjärnen är en sjö i Falu kommun i Dalarna och ingår i Gavleåns huvudavrinningsområde.